# 란디드노 FC
란디드노 FC(영어: Llandudno Football Club)는 란디드노를 연고로 하는 웨일스의 축구 클럽이다. 현재는 웨일스 프리미어리그에 참가하고 있다.